# Artpop
Az Artpop (az album írásmódja szerint ARTPOP) Lady Gaga amerikai énekesnő harmadik stúdióalbuma, amely 2013. november 6-án jelent meg a Streamline és az Interscope Records kiadásában. Az album előkészületei már 2011-ben megkezdődtek, röviddel előző stúdióalbuma, a Born This Way után. A munkálatok tovább folytatódtak 2012 és 2013-ban, miközben az énekesnő a világot járta a Born This Way Ball elnevezésű turnéjával. Gaga „ünneplésként és egy költői zenei utazásként” írta le az albumot, amely a sötétebb hangzásvilágú, himnuszszerű Born This Way-hez képest tudatosan éretlenebb és felelőtlenebb. A lemezen számos producer munkálkodott, úgymint Paul „DJ White Shadow” Blair, RedOne, Zedd és Madeon. Az album az énekesnő személyes véleményét tükrözi a hírnévről, szerelemről, szexről, függőségekről, a médiáról és a művészetekről. A dalszövegekben Gaga többször utal a görög és a római mitológiára. A közreműködők között olyan előadók szerepelnek továbbá, mint T.I., Too Short, Twista és R. Kelly.
Megjelenését egy kétnapos zenei esemény, az ArtRave előzte meg. Az album javarészt vegyes visszajelzéseket kapott a kritikusoktól, kereskedelmileg azonban sikeresnek bizonyult. Az amerikai Billboard 200 albumlistán az első helyen debütált 258 000 eladott példánnyal, ezzel Gaga zsinórban megszerezte második listavezető pozícióját az ország hivatalos albumlistáján. Az Artpop világszerte több országban került a listák élére, illetve több mint húsz országban bejutott a Top 10-es mezőnybe. 2,3 millió eladott példányszámmal a 2013-as év kilencedik legsikeresebb albuma volt. 2014 júliusáig 2,5 millió példányban kelt el világszerte. Az év végi összesített albumlistákon számos kiadvány és zenei oldal listázta az év legjobbjai közt.
Első kislemeze, az Applause 2013. augusztus 12-én jelent meg, amely kritikai és kereskedelmi szempontból egyaránt sikeres volt. A dal szerte a világon bejutott a slágerlisták Top 10-es mezőnyébe: az amerikai Billboard Hot 100-on a negyedik helyet szerezte meg. Második kislemezként az R. Kelly közreműködésével készült Do What U Want jelent meg október 21-én, amely végül a tizenharmadik helyig jutott az Egyesült Államokban. A Venus és a Dope című promóciós kislemezeket követően, harmadik és egyben utolsó kislemezként a kiadó megjelentette a G.U.Y. című dalt. Az album népszerűsítésére az énekesnő számos televíziós műsorban fellépett, köztük saját hálaadási különkiadásában, a Lady Gaga and the Muppets Holiday Spectacularben. 2014 májusában Gaga útjának indította a 79 koncertből álló világ körüli turnéját, amely az ArtRave: The Artpop Ball elnevezést kapta.

## Háttér
2011 szeptemberében, röviddel második, Born This Way című stúdióalbumának megjelenése után Lady Gaga egy Ryan Seacresttel készített interjúban megerősítette, hogy megkezdte a munkát harmadik nagylemezén. Nem sokkal a bejelentést követően DJ White Shadow producer, aki már a Born This Way-en is dolgozott Gagával, elárulta, hogy ő is közreműködik az album produceri munkájában és felvételében. Fernando Garibay, aki ugyancsak többször készített Gagának dalokat, szintén megerősítette, hogy dolgozik az új albumon, remélve, hogy sikerül „felülmúlniuk a korábbi munkájukat”. Gaga az album felvételeit Born This Way Ball című harmadik világ körüli turnéján kezdte meg. A turné előkészületei során Garibay és White Shadow elküldték az énekesnőnek az anyagaikat, amik felkerülhetnek az albumra. „Azok az anyagok, amiket elküldtem neki, egy részük olyan őrült, hogy nem tudom minek hívnád őket. Amikor csinálok egy anyagot... akkor tudom, hogy mi az ami neki való, és mi az ami nem. Egy részük dalokként van megszerkesztve, másik részük őrültségként, és úgy veti beléjük magát, mint egy aranybányába” – mondta Garibay.
Miután elkezdődött a turné, Gaga számos producere vele együtt utazott a világban, hogy felvegyék az albumot. DJ White Shadow elmondta, hogy mivel Gaga szeret dalokat írni, miközben turnén van, így vele kellett utaznia: „Megpróbálok olyan közel lenni hozzá, amennyire csak lehetséges. Így nem kell hajnali 4-kor felkelnem, és Los Angelesbe, vagy Japánba, vagy bárhol máshova utaznom, ahol fellép, hogy csináljunk dolgokat.” Egy MTV-vel készített interjúban Garibay azt mondta, „bárhol is van, meg fogjuk csinálni”. 2012 májusában Gaga menedzsere, Vincent Herbert arra utalt, hogy az album elkészült, és azt mondta hogy hallotta az album anyagát, és azt mondta róluk, hogy: „Egyszerűen őrült, remek felvételek.” Gaga elmondta, hogy arra vágyott, hogy a közönség „igazán jól érezze magát” az Artpoppal, és úgy tervezte meg az albumot, hogy egy „éjszakát tükrözzön a klubban”. „Amikor meghallgatod, nagyon szépen áramlik. Nagyon jó móka beugrani a barátaiddal. Tényleg magamnak és a barátaimnak írtam, hogy az elejétől a végéig jól érezzük magunkat” - mondta egy 2013-as interjúban az MTV-nek. 2012 nyarán Gaga hivatalos Twitter-fiókján keresztül nyilvánosságra hozta, hogy lejátszotta az albumot a kiadójának, és 2012 szeptemberében fogja megjelentetni az album címét. Végül egy hónappal korábban 2012 augusztusában megosztotta az album címét. Az énekesnő később azt állította, hogy az Artpop volt az első „igazi” próbálkozása, amely egy „hamvaiból feltámadó főnixet” idézett, ami azt tükrözi, hogy korábbi próbálkozásaihoz képest nagyobb önbizalommal írta az anyagokat az albumra.
Gaga 2013 elején hivta meg Jeff Koonst a projektbe. A két művész három évvel korábban már találkozott a Metropolitan Museum of Art divatrendezvényén, ahol Gaga élőben fellépett. Koons szerint „csak úgy megragadott és átölelt”, majd így válaszolt: „Tudod, Jeff, nagy rajongód vagyok, és amikor gyerekkoromban a Central Parkban lógtam, a barátaimmal a munkásságodról beszéltem.” 2013 februári csípőműtétje után Gaga hat hónapos szünetre kényszerült, amely alatt irodalmat és zenét tanult kreatív csapatával, a Haus of Gagával. Ez a szakasz lehetővé tette számára, hogy felülvizsgálja és továbbfejlessze kreatív irányvonalát, amely saját bevallása szerint egy aprólékos „bámészkodási folyamat” volt. „Hosszú ideig kell foglalkoznom a munkával, hogy jó legyen”, hozzátéve, hogy amikor elemezte az ötleteit, „azt a csodálatos érzést” kapta, ami azt mondta neki, hogy „ez az”.
Az album felvételei különböző Los Angeles-i helyszíneken folytatódtak a Born This Way Ball turné eltörlését követően. 2013 májusában Gaga feltöltött egy fotót magáról és Dallas Austin dalszerző/producerről, ezzel megerősítve közreműködését a projektben. Július elején az Interscope Records egy e-mailt küldött a jelenlegi kiadványaikról a főbb zenei kötődésű sajtóorgánumoknak, aminek a végén azt írták, hogy „Hamarosan jön: Lady Gaga”, ezzel jelezve az album első kislemezének júliusi/augusztus eleji megjelenését.

## Koncepció és kidolgozás
Gaga az Artpopot „ünneplésként és költői zenei utazásként” írta le, amelyből „hiányzik az érettség és a felelősség”, ellentétben a Born This Way sötét, himnusszerű természetével, és végül egy„ fordított Warholi” formulát követett. 2013 augusztusában Gaga a V magazinnak elárulta, hogy a projekt címének kidolgozásakor a „szavak szépségét” vizsgálta. Eredetileg a „Popart” címet favorizálták a készítők, Gaga azonban a „szavak kulturális vonatkozásai” hatására inkább az „Artpop” mellett döntött, amiről úgy tartotta, szépen cseng. Az Artpoppal Gaga sebezhetőséget próbál belevinni a munkájába. Az énekesnő kreatív elgondolásaira nagy hatással volt Sandro Botticelli Vénusz születése című festménye. Gaga bevallotta, hogy a Born This Way korszakának csúcsán egyre inkább öntudatosabbá vált, majd amikor arról kérdezték, hogy miért változtat az imidzsén, a következőt válaszolta:
„Az Artpop miatt – a legmetaforikusabb értelemben – egy tükör előtt álltam és levetettem a parókát és a sminket, kicipzáraztam a ruhámat, majd felvettem egy fekete kalapot és egy testre simuló fekete macskaruhát, aztán belenéztem a tükörbe és azt mondtam: <<Oké, most meg kell mutatnod, hogy enélkül is zseniális vagy>>. És ez az, amiről az Artpop szól. Tudtam, hogy ha azt akarom, hogy fejlődjek, ha tényleg meg akarok újulni belülről, olyasvalamit kell tegyek, ami szinte teljességgel lehetetlen számomra.”
Az album témái elsősorban a hírnév, a szex és a felerősödés körül forognak, miközben röviden kitér a nemi szerepekre és a marihuánára is. Az utalások között szerepel a görög és római mitológia, valamint a klasszikus jazz és elektronikus zenész Sun Ra. Spencer Kornhaber, a The Atlantic munkatársa az Artpopot a „figyelem-őrültek manifesztumának” tekintette, és a lemez testi vágyakozásának felfedezését a tágabb értelemben vett „saját figyelem iránti vágyunk felvállalásának” egyik aspektusaként értelmezte. John Aizlewood, a London Evening Standard munkatársa szerint az olyan dalok, mint a Do What U Want és a Dope rávilágítottak Gaga „furcsán alázatos” szövegírói tendenciáira. Jason Lipshutz a Billboardtól megjegyezte, hogy az Artpop „természetesen ragaszkodik a messzemenő ambíciójához, hogy újragondolja a 'pop albumot' mint entitást”, míg Jerry Shiver, az USA Today munkatársa azt figyelte meg, hogy a dalszövegek „egy erőteljes, szexi szirén hőstetteit vetítik előre, aki a hírnévvel birkózik”, valami amit Gagától elvárt. John Pareles a The New York Times-tól úgy fogalmazott, hogy az Artpoppal Gaga újra megerősítette „igényét a közönség szeretetére”.

## Felvételek
Gaga az album összes dalának zeneszerzője és producere, és többek között DJ White Shadow-val, Zedddel és Madeonnal dolgozott együtt. White Shadow az MTV-nek elmondta, hogy Gaga kevesebb mint egy héttel előző albuma, a Born This Way megjelenése után írt neki egy SMS-t, amelyben közölte vele, hogy „már megvan a lemez neve és az általános koncepciója”. A Rolling Stone-nak adott interjújában később bővebben beszélt a munkafolyamatukról: „Valami olyasmit akartam csinálni, ami egy kicsit eltolja az emberek gondolkodásmódját... valami, ami egy kicsit eltér a megszokottól, hogy az emberek elgondolkodjanak a lehetőségeken. ... [Gaga] úgy írta ezt az albumot, hogy az elmúlt két évben körbeutaztuk a világot, és nagyon sok dalt írtunk együtt”. Azt is felidézte, hogy egy alkalommal körülbelül 20 órán át maradtak ébren, hogy befejezzenek egy dalt, majd hozzátette: „Soha nem úgy dolgozunk egy dalon, hogy befejezzük és továbblépünk. Mindegyiken rotációban dolgozunk, szó szerint addig a napig, amíg le nem kell adnunk az Interscope-nak.”
Gaga a Born This Way Ball során Zedd-del turnézott. Zedd korábban elkészítette a Marry the Night című kislemezének remixét, valamint dolgozott a Born This Way: The Remix című remixalbumon, míg az énekesnő Zedd Stache című számának egy alternatív változatán működött közre vokállal. Zedd az MTV News-nak elmondta, hogy „mindketten semmit sem szeretnek jobban, mint zenét csinálni, így természetes volt számukra, hogy csak a zenén dolgozzanak együtt”. Később arról beszélt, hogy a sűrű időbeosztásuk miatt nehezen tudták befejezni a projektet, és hogy a munkájuk főleg akkor haladt előre, amikor a turné alatt úton voltak. A francia DJ Madeon számára ez volt az első alkalom, hogy szemtől-szembe együttműködött egy énekessel, miközben hozzátette, hogy „mindig is popelőadókkal akartam dolgozni, és a listám első helyezettje Lady Gaga volt. Szóval amikor lehetőségem nyílt rá, nagyon izgatott voltam.”  Gaga dicsérte Madeon produceri képességeit, mondván: „Annyira elképesztő. Már ilyen fiatalon is olyan jól érti a zenét. Annyira emlékeztet magamra. Megszállottja, annyira megszállottja a zenének.” Madeon arról is beszélt, hogy Gaga nem sajnálta a szabadidejét a dalok felvételére, és általában a Born This Way Ball előadásainak végeztével kezdte el a felvételeket. Az Artpop az első alkalom, hogy Gaga együtt dolgozott will.i.am-mel, a Fashion! című számon. Gaga elmondta, hogy már évek óta próbáltak együtt dolgozni, de mindketten nagyon „válogatósak”, és a megfelelő dalra és a „megfelelő stílusra” vártak, hogy együtt dolgozhassanak.
2013 közepén Gaga felvette a kapcsolatot T.I., Too $hort és Twista rapperekkel, hogy rögzítsenek egy dalt, amelyről később kiderült, hogy a Jewels n' Drugs a címe. Egy, az MTV-nek adott interjúban megerősítették, hogy külön-külön vették fel a verzéket, főleg a négyes szoros időbeosztása miatt. Twista továbbá kifejtette, hogy Gaga „bizonyos művészek hangulatát akarta összerakni”, hogy „megragadja a lényeget”, amit a dallal akart csinálni. Gaga Azealia Banks rapperrel is dolgozott a Red Flame és a Ratchet című dalokon, de a számok kiadatlanok maradtak, mivel az együttműködésük vitával végződött. DJ White Shadow a Chicago Tribune-nak elmondta, hogy miközben a Born This Way Ball turné európai szakasza alatt Gagával dolgozott a Do What U Wanton, az az ötlete támadt, hogy Gagát és R. Kelly-t összehozza a dalhoz, és azt mondta, hogy „logikusnak tűnt” számára, hogy „két író/énekes zsenit egy számra” tegyen. Kelly a Billboardnak elmondta, hogy Gaga profizmusának köszönhetően élvezte a dal felvételi folyamatát. Egy 2013-as japán sajtótájékoztatón Gagát megkérdezték, miért dolgozott együtt Kellyvel, de ő megvédte az együttműködést, mondván: „R. Kellyvel néha nagyon valótlan dolgokat írtak rólunk, így bizonyos értelemben ez egyfajta kötelék volt köztünk”. Azonban a Surviving R. Kelly című dokumentumfilm 2019 januári sugárzása után, amely részletesen bemutatta a Kelly elleni szexuális visszaélésekkel kapcsolatos vádakat, Gaga bocsánatot kért a vele való együttműködésért. Az énekesnő elmondása szerint a gondolkodása „kifejezetten eltorzult”, és akkoriban „rosszul ítélkezett”. A dalt ezt követően eltávolították az Artpop összes digitális verziójáról, valamint az új bakelit- és CD-nyomásokról.

## Zene és dalszöveg
A kritikai kommentárok az Artpopot EDM és szintipop albumként jegyzik. A Billboard jellemzése szerint R&B, techno, diszkó és rock stílussal is rendelkezik. Elektronikus jellegét eredetileg a Born This Way-hez szabták, mielőtt Gaga és Fernando Garibay a rock által befolyásolt hangzás mellett döntöttek. Sal Cinquemani a Slant Magazine-tól azt állította, hogy Gaga „továbbra is Madonna tanítványa”, és a Confessions on a Dance Floor és a Holiday című felvételeket olyan számokhoz hasonlította, mint az Applause és a Fashion!, és az Artpopot Gaga korábbi munkáinak paszticheként látta. Adam Markovitz, aki az Entertainment Weekly-nek írt, csatlakozott ehhez a gondolathoz, és azt írta, hogy „a legtöbb dal jól illeszkedne” a The Fame és a Born This Way albumokhoz. Mof Gimmers a The Quietustól „hatalmas mennyiségű popzenét” vélt felfedezni az album keretein belül, míg Helen Brown a The Daily Telegraph-tól azt írta: „olyan, mintha részegen bolyonganánk egy hatalmas, labirintusszerű klubban, és sötét szobák zavarba ejtő sorozatába lesnénk be, ahol különböző zenei műfajokat próbál fel, mintha kalapok lennének”, utalva az album mozgalmas hangzásvilágára. Ben Kelly az Attitude-tól az Artpopot „elektronikus hangok könyörtelen odüsszeiájaként” írta le, amelyet „erős dallamos refrének” szúrnak át. Aizlewood a London Evening Standardtól azt írta, hogy a lemez arra készült, hogy „a stadionkoncertek hajrázó, testrázó mozdulatait” inspirálja, és az album produkciójának alapkövét „sztentori billentyűs hangszerek, csattogó elektro-ütőhangszerek és dübörgő backbeatek” képezik.

### Dalok
Az album az Aura című mariachi és EDM dallal kezdődik, amely a dubstep és a közel-keleti zene hatásait hordozza. Western stílusú gitárokkal, Gaga torzított énekével és egy „mániákus nevetéssel” nyit. Lüktető ütemek vezetnek a refrénhez, amelyben Gaga azt kérdezi: „Akarod látni a lányt, aki az aura mögött él, az aura mögött?” Gaga elmagyarázta, hogy a dalban kifejezi, hogy csak azért, mert sok „vizuális divatot” visel, „[ez] nem jelenti azt, hogy alatta nem ugyanaz az ember van”. Ezek a „fátylak” védik a kreativitását, és az „aurája” az a mód, ahogyan az „őrültségét” kezeli. Az album a Venus című számmal folytatódik, amely „retro-futurisztikus témákat” mutat be, és Bowie-szerű szövegeket tartalmaz egy pszichedelikus utazásról. Megemlíti Venust, a szerelem római istennőjét, a névadó bolygót és a szexuális együttlétet. Ez egy szintipop és dance-pop dal, amely a '80-as évek diszkózenéjének elemeit tartalmazza, és „nehéz szintetizátorokat, elektromos dobokat és erős autotune-t használ”. Gaga elmondta, hogy a dal „a hit megtalálásáról szól más helyeken, a túlvilágon”, valamint „a szexről a legmitologikusabb értelemben”.
A G.U.Y. (a „Girl Under You” rövidítése) egy EDM dal industrial, R&B és house elemekkel, amelyet úgy írtak le, mint egy borzongató táncszirénát, amely „különbséget tesz a nemek közötti egyenlőség és az akaratlagos szexuális alávetettség között”. A dal az újhullámos feminizmus koncepcióját foglalja magába, arról szól, hogy „alul kényelmes, mert elég erős vagy ahhoz, hogy tudd, nem kell felül lenned ahhoz, hogy tudd, értékes vagy.” A Sexxx Dreams egy szintipop és R&B dal, a produkcióban Prince/Vanity 6 inspirációval. A dalszöveg szexuális érintkezést javasol egy szeretővel, akinek a barátja elment a hétvégére. A dal során Gaga váltogatja énektechnikáját az éneklés és a beszéd között; az énekelt versszakok a mellette lévő partnerének szólnak, a beszélt versszakok pedig a képzeletében lévő személynek. Az album ötödik száma a Jewels n' Drugs, egy hiphop dal, amely erős trap zenei hatásokkal rendelkezik, és egy „történetet mesél a hírnév függőségéről”. A dalszöveg egy „óda a drogkereskedelem szeretetéhez”.
A következő dal, a Manicure (stilizáltan „MANiCURE”) kéztapsot tartalmaz, és Gaga azt kiabálja, hogy „MAN! CURE!” funk gitáros hangszereléssel. A kétértelmű dalszöveg egy „óda a felszínes élvezetekhez”, és arról szól, hogy fizikailag és lelkileg megújuljunk, mielőtt „felkészülnénk arra, hogy elkapjunk egy férfit vagy elkapjunk egy lányt”. A dal „sokkal rockosabb, mint az előtte lévő dalok az albumon” és „igazi popos hangulata van”. A Do What U Want egy elektropop és R&B szám, amely az 1980-as évek inspirálta lüktető szintetizátorok és egy elektronikus ütem hatására készült. A dalnak egy „kissé durva szövege” van, Gaga és Kelly felváltva énekli a következő sorokat: „Tedd, amit akarsz/ Amit akarsz a testemmel/ Tedd, amit akarsz/ Amit akarsz a testemmel/ Írj, amit akarsz, mondj, amit akarsz rólam/ Ha tudni szeretnéd, tudd, hogy nem sajnálom.” A dalszöveg a szexuális alárendeltség témáját képviseli, Gaga azt üzeni a kritikusoknak és a sajtónak, hogy a gondolatai, álmai és érzései az övéi, nem számít, mit tesznek a testével.
Az album címadó dala egy techno dal, melynek ritmusa Selena Gomez 2011-es Love You like a Love Song című kislemezéhez hasonlít elektronikus kompozíciójával, groove-ja pedig Kylie Minogue énekesnő 2001-es slágeréhez, a Can't Get You Out of My Headhez hasonló. Az Artpop szövegéből arra következtettek, hogy az „a művészet szubjektivitásáról” szól, és Gaga virtuális kiáltványa "Az ARTPOP bármit jelenthet!" sorral azt üzeni a közönségnek, hogy ő „olyan művész, aki az alkotás kedvéért alkot”. Gaga elmagyarázta, hogy a dalszöveg egy metafora a szerelemről a refrénsorral: „Összetartozhatnánk, Artpop”. Úgy vélte, hogy ha a rajongói és ő maga együtt lehetnek, az valószínűleg a művészet és a pop számára is kötődést jelentene. A Swine egy dubstep és industrial dal enyhe rock and roll hatásokkal. A szám alatt Gaga ordít és visít. Szövegileg a dal elutasítja egy férfi közeledését és egy disznóhoz hasonlítja. Gaga a Swine-t „nagyon személyesnek” nevezte, mivel „néhány zavaró és kihívást jelentő szexuális élményről” szól, amelyeket életében korábban átélt, utalva arra, hogy 19 évesen megerőszakolta egy nála húsz évvel idősebb producer.

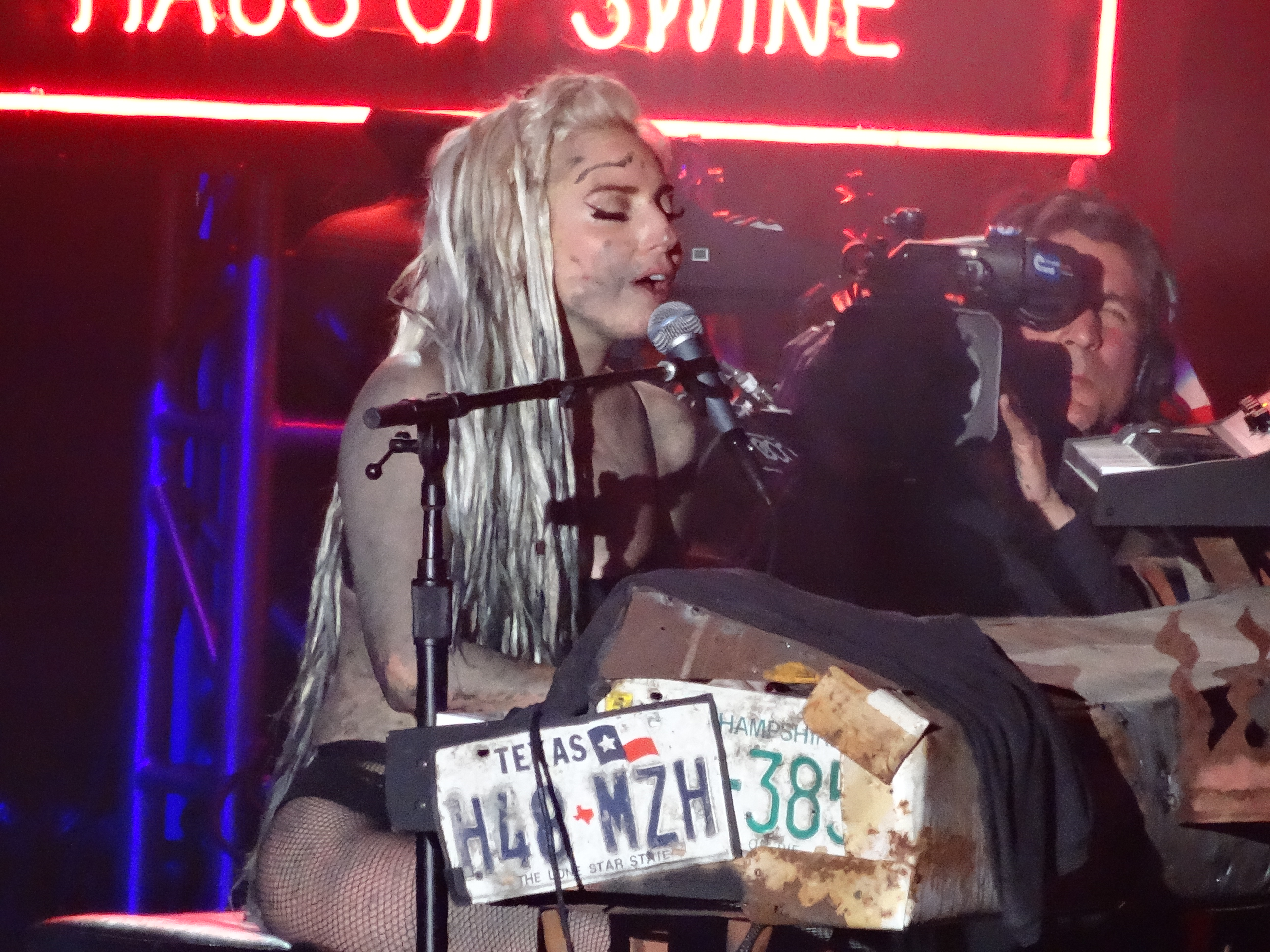
Gaga a Dope című szám előadása közben az SXSW-n. A dal Gaga korábbi, kábítószerrel való visszaéléssel kapcsolatos tapasztalatairól szól.

A tizedik dal a Donatella, egy „himnusz a kitaszítottaknak” és egy „óda a Versace divatház vezetőjéhez”, Gaga barátnőjéhez, Donatella Versace-hoz. Gaga úgy írta le a dalt, mint „egy hihetetlenül őrült, szórakoztató pop dalt, igazán felemelő elektronikus ütemekkel”, amely arról szól, hogy egy bátor nő, aki büszke magára. A Fashion! egy dance dal Daft Punk-hatású hangszereléssel, amely Gaga haute couture ruhák iránti szeretetét mutatja be. A funky beat kíséretében a dalszöveg arról szól, hogy „képes vagy felöltözni és úgy érezni, hogy a világ a tiéd”. Gaga énekhangját a dalban David Bowie-éhoz hasonlították. A Mary Jane Holland egy dance és szintipop dal „pörgős ütemekkel”, amely a marihuána használatáról és „nagyszerű szórakozásról” szól. Gaga a Mary Jane Holland nevet használta alteregóként, amikor Amszterdamban „betépett” a barátaival, akik elmondták, hogy a füvezés segített neki abban, hogy levegye magáról a hírnév okozta nyomást, és egyszerűen azt csinálja, amit akar. A következő, Dope című dal az elektronikus rock műfajba sorolható, illetve az ír népballadák siratóihoz hasonló. Egy keserédes dal, amely egy sötét téma köré épült. Annak érdekében, hogy a produkció bensőséges érzést keltsen és érzelmessé tegye, nem használtak hangmagasság-korrekciót Gaga hangján. Gaga szerint a szám a Mary Jane Holland történetének „szomorú része”. Arról szól, hogyan alakult ki nála a marihuána iránti függőség, amelyet a szorongás leküzdésére használt, ami végül ahhoz vezetett, hogy egyre „paranoiásabbnak” érezte magát. Gaga a dalt egy bocsánatkérésnek szánta mindenkinek, aki foglalkozott vele ebben az időszakban.
A Gypsy egy europop és elektropop dal klasszikus rock és house hatásokkal. A szerzemény együtténeklős stílusú, Gaga a refrén alatt azt énekli, hogy „Nem akarok örökké egyedül lenni, de ma este lehetek”, és arról beszél, hogy csak az ösztöneire hagyatkozva navigál egy ismeretlen úton. Gaga leírta, hogy a dal a világjárásról és az ezzel járó magányról szól. A dal bemutatja, hogy Gaga rajongói azok az emberek, akikkel otthon érzi magát, ezért nem érzi magát egyedül, amikor egy másik országban tartózkodik. A dalszöveg a szerelembe esésről is szól, miközben hűek vagyunk önmagunkhoz, ami a szám eredeti inspirációja volt. Az Artpop utolsó dala az Applause, amely olyan műfajokat ölel fel, mint az elektropop és az eurodance. „Pulzáló szintetizátorokat” tartalmaz, amelyek visszatérnek Gaga karrierjének gyökereihez, tükrözve debütáló albumának hangzását. Gaga vokálját a verzék során Annie Lennoxhoz és Grace Joneshoz hasonlították. Gaga szerint a dal szövege rávilágít a művész és a híresség közötti különbségre. Kifejtette: „A tapsért élek, de nem a figyelemért. Azért élek, hogy fellépjek az embereknek, és aztán megtapsoljanak, mert szórakoztatva voltak”. Gaga a következő sorokkal támadja azokat is, akik megpróbálják elemezni a munkásságát: „Itt állok, arra várva, hogy megüsd a gongot/ Hogy összetörd a kritikust, aki azt mondja; ’Ez jó vagy rossz?’”

## Kiadás
2012 augusztusában új tetoválásával Gaga bejelentette a közösségi médiában, hogy harmadik stúdióalbumának címe Artpop lesz, kijelentve, hogy a nagybetűs írásmódot preferálja. Az album eredetileg 2013 elején jelent volna meg, de határozatlan időre elhalasztották, miután synovitis és egy labralis szakadás alakult ki Gaga csípőjében, ami műtéti korrekciót igényelt. Ez azt eredményezte, hogy a Born This Way Ball hátralévő részét lemondták. 2013 júliusában Gaga megerősítette, hogy az Artpop 2013. november 11-én jelenik meg az Egyesült Államokban. Az album előrendelése eredetileg 2013. szeptember 1-jén kezdődött volna, de „a nagy kereslet miatt” 2013. augusztus 19-re előre hozták. Ezt később augusztus 12-re módosították, hogy egybeessen az Applause korai megjelenésével.
A hagyományos CD és a digitális médiumok mellett Gaga bejelentette egy multimédiás alkalmazás terveit, amely „a zenét, a művészetet, a divatot és a technológiát egy új interaktív világméretű közösséggel ötvözi”. A Haus of Gaga technológiai részlege, a TechHaus fejlesztette ki az applikációt. Az alkalmazás kompatibilis lett mind az Android, mind az iOS operációs rendszerű mobileszközökkel, és bónusz tartalmakat tartalmazott. Björk Biophilia (2011) és Jay-Z Magna Carta Holy Grail (2013) című albumai után ez volt a harmadik album-app, amely a mainstream kereskedelmi piacon megjelent. A Relative Wave, a Björk applikációja mögött álló szakemberek közel egy évig dolgoztak az Artpop applikáció kifejlesztésén. Néhányan elutasították a projektet, és egy bonyolult trükknek állították be, hogy gyarapítsák az albumeladásokat, azzal a feltételezéssel, hogy a Billboard egy letöltést egy teljes egységként számítana. Bill Werde szerkesztőségi igazgató később, 2013 júliusában felszólalt az aggályokkal kapcsolatban: „Úgy tudjuk, hogy a Gaga-rajongók ingyen kapják meg az Artpop alkalmazást, és megvásárolhatják az albumot [az alkalmazáson keresztül]. Az így megvásárolt albumok a Billboard listáin is számítanának, azonban [az a spekuláció, hogy egyetlen szám megvásárlása az alkalmazáson keresztül eladott albumnak számítana, nem igaz]... [Továbbá] a Gaga [csapata] által saját maga által jelentett adatokkal kapcsolatos aggodalmak megalapozatlannak tűnnek - az eladásokat a meglévő digitális kiskereskedők teljesítik és jelentik... [és] azok számára, akik esetleg kérdezik: Ez nyilvánvalóan különbözik Jay-Z Magna Carta Holy Grail / Samsung [üzletétől], amely - egy alkalmazáson keresztül - ingyen adta [az albumát], [és] nem volt lehetőség a rajongók számára a vásárlásra.” Gaga azt is tervezte, hogy az alkalmazáson keresztül megjelentet néhány olyan dalt (pl. Brooklyn Nights), melyek nem kerültek fel az album végleges verziójára, azonban ez a terve végül nem teljesült.

### Albumborító

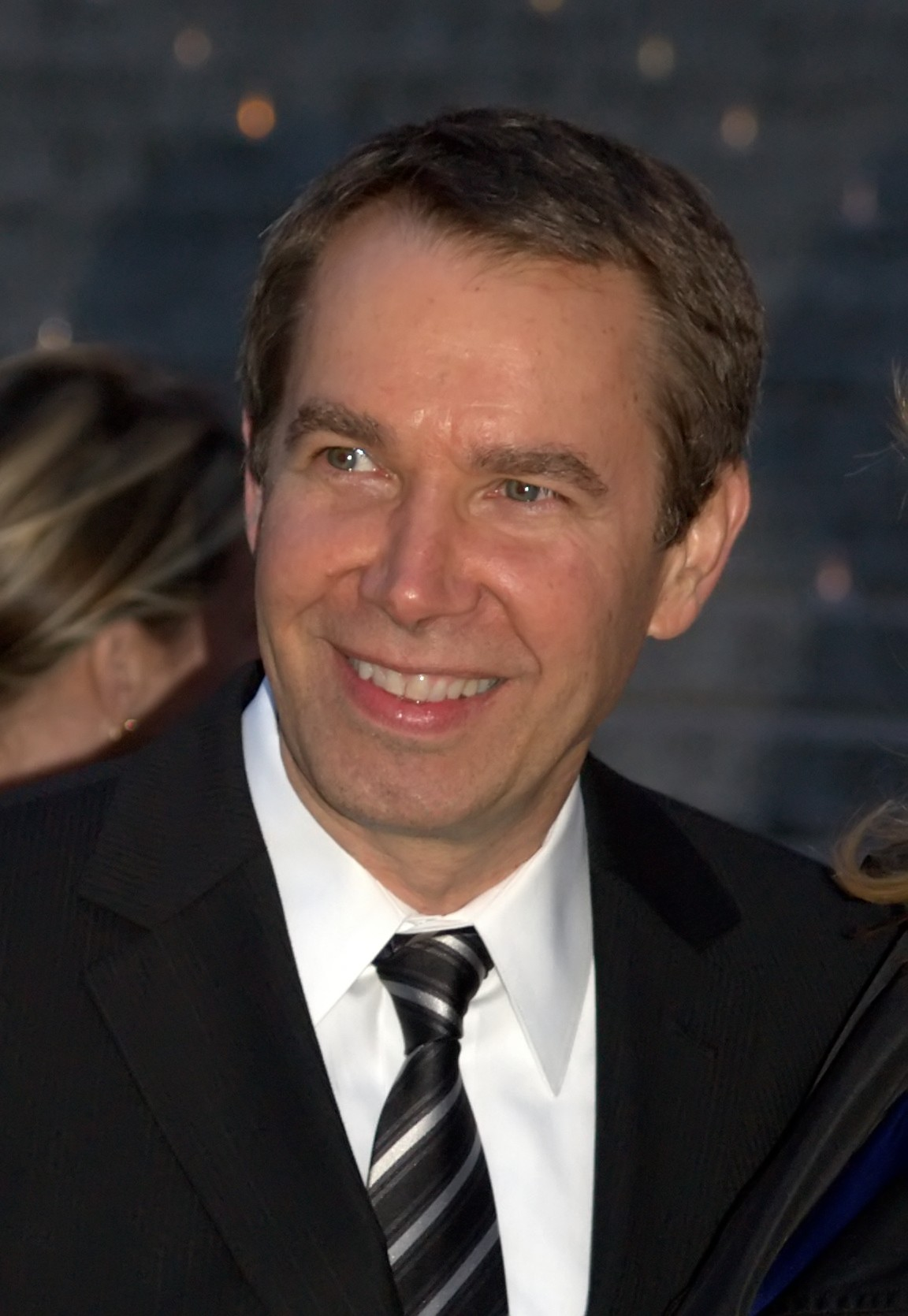
Jeff Koons amerikai művész tervezte az Artpop albumborítóját

2013. október 7-én Gaga világszerte bemutatta az Artpop albumborítóját a Clear Channel óriásplakátjain. A képen Gaga meztelen szobra látható, melyet Jeff Koons készített, előtte egy kék Tükörgömbbel (Gazing Ball). A hátteret olyan műalkotások alkotják, mint a Vénusz születése, amely az Applause videóklipjét és a dal VMA-előadását ihlette. Koons elmagyarázta a borító jelentését az MTV-nek:
A borítóval azt akartam, hogy Gaga szoborként, háromdimenziós formaként jelenjen meg, és egy Tükörgömbbel, mert a Tükörgömb tényleg egyfajta szimbólumává válik mindennek — és a tükröződésnek ez az aspektusa, hogy amikor találkozol valamivel, mint például egy Tükörgömbbel, az megerősít téged, megerősíti a létezésedet, és ebből a megerősítésből kiindulva elkezdesz többet akarni. Van egy transzcendencia, ami megtörténik, és végül tényleg mindenhez elvezet. Szóval ez az aspektus ott van. De nem akartam, hogy Gaga csak úgy ott legyen elszigetelten, ezért a háttérben ott van [Gian Lorenzo] Bernini 'Apolló és Daphné' című alkotása — és ez az a mű, ahol Apolló Daphnét üldözi és ő fává változik. És így csak felvillan Daphne és Apolló arca. Apolló a zene istene, és amikor Apolló zenét játszott, átlényegült, megváltozott; lénye nőiesebbé válik. És ez az a transzcendencia, amelyet a művészeten és az életen keresztül tapasztalhatsz meg. Megváltozhat a lényed, megváltozhatnak a lehetőségeid, megváltozhatnak a határaid. És szintén [ezekben] a háromszög alakú formákban a borítón, Botticelli Vénusz születése című műve látható, természetesen Gagával Vénusz szerepében — az életenergia folytatásának, az esztétikum és a szépség keresésének és élvezetének természetével. És a folyamatos transzcendencia iránti vággyal.
Will Gompertz az NME-től azt írta, hogy „ez egy klasszikus borító. Amikor felsoroljuk a 21. század 100 legjobb borítóit, ennek rajta a helye. Tipográfiailag AA+, vizuálisan AAA.” Később Gaga a Facebook-oldalán azt is elárulta, hogy „az Artpop első 500 000 fizikai példánya forró rózsaszín metálfóliából + ezüst fóliából kivágott LADY GAGA + ARTPOP felirattal készül. A fóliázás a borító valódi dizájnját képviseli, ahogyan azt Koons elképzelte, aki a tipográfiát saját kezűleg kollázsolta össze.” Koons felkérte Akiyoshi Kitaoka japán pszichológiaprofesszort és művészt, hogy készítsen vizuális illúziókat a CD belsejéhez, beleértve a „Hatpin urchin” illúziójának egy változatát, amelyet magára a CD-re is rányomtattak. A dallistát a Gaga által retweetelt rajongói posztok sorozatában mutatták be, amelyekhez egy rajongók által festett freskó képei társultak egy Los Angeles-i stúdió előtt, ahol az Artpop 2013. október 9-én elkészült. Az eredeti tervek szerint a dallistát 2013. szeptember 29-én mutatták volna be. Egy Twitter-bejegyzésben Gaga azt mondta, hogy azért késett, mert két dal küzdött a tizenkettedik helyért az albumon. 2014 januárjában a kínai állam jóváhagyta az Artpop cenzúrázatlan kiadását az országban, ezzel az első kiadványa vált elérhetővé az országban, miután 2011-ben a kormány feketelistára tette az énekesnőt a nem megfelelő zene miatt. Azonban, hogy elkerüljék a további vitákat a kiadással kapcsolatban, a kínai változat borítóját úgy módosították, hogy Gaga lábait hálós harisnyába burkolták, a kék gömböt pedig felnagyították, hogy eltakarja a fedetlen melleit.

## Népszerűsítés

### Fellépések és egyéb események

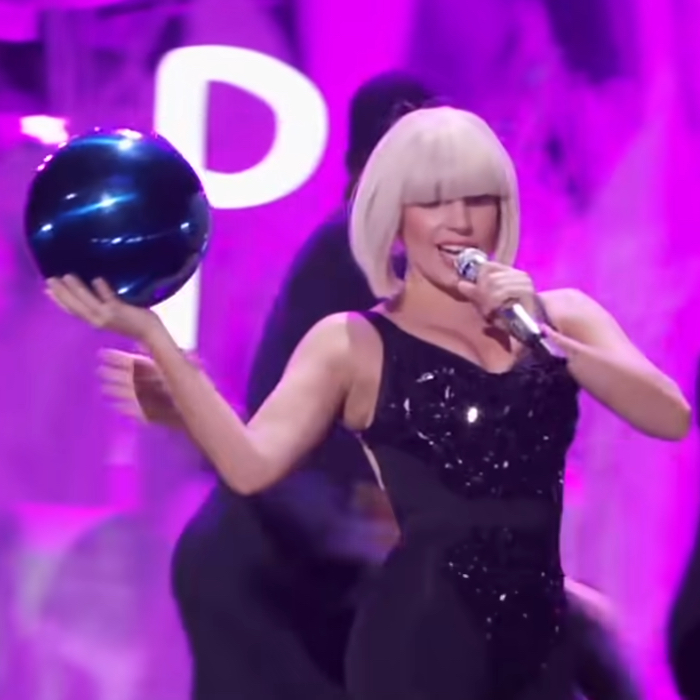
Gaga az Applause előadása közben a 2013-as MTV Video Music Awards gálán. Kezében Koons Tükörgömbje látható.

2012. december 25-én Gaga rajongói számára karácsonyi ajándék gyanánt bejelentette, hogy munkálat alatt van egy dokumentumfilm, amely írása szerint „bemutatja az életem, az Artpop megteremtését + titeket.” A filmet az énekesnő régi munkatársa, Terry Richardson rendezte, aki korábban a Lady Gaga x Terry Richardson című fényképkönyv anyagait is készítette. A dokumentumfilm azonban végül nem látott napvilágot. 2013 augusztusában Gaga nyitotta meg a 2013-as MTV Video Music Awards gáláját az Applause című dallal. Fellépése során a karrierjének különböző korszakaira emlékeztető ruhákat és parókákat viselt. Szeptember 1-jén az iTunes fesztivál főfellépője volt, ahol az ötezres tömeg előtt mutatott be új dalokat az albumról. T.I. eredetileg fellépett volna az énekesnővel, de végül kiutasítását követően nem léphetett be az Egyesült Királyság területére. Gaga „SwineFest”-nek nevezte el a koncertjét az egyik dal, a Swine után, amelyet az eseményen mutatott be először. Bár néhány előadott dalt elutasítottak, az újságírók többnyire pozitívan fogadták Gaga szettjét. A koncertet felvették, és később egy második lemezen szerepelt az Artpop deluxe kiadásán. Szeptember 9-én előadta az Applause-t a Good Morning America című műsorban, ahol az Óz, a nagy varázsló több szereplőjének öltözve jelent meg.
Október 4-én megjelent a Machete gyilkol című film előzetese, amihez az énekesnő egy új verziót vett fel az Aura című dalhoz. A filmben Gaga is szerepet kapott, ő játszotta La Chameleónt.  Az Aura dalszöveges videóklipjét Robert Rodriguez rendezte, amely öt nappal később került fel az énekesnő hivatalos Vevo-oldalára. A videóban a film képkockái szerepelnek. Október 14-e és 28-a között a G.U.Y., az Artpop és a Mary Jane Holland című dalokhoz jelentek meg dalrészletek. Október 24-én szintén promóció céljából zártkörű eseményt rendeztek meg Berlinben, ahol a résztvevők belehallgathattak az album dalaiba. Gaga élőben elő is adta a Gypsy című számot. Két nappal később Gaga meglepetésfellépést adott a londoni G-A-Y meleg bárban, ahol a Venus című dalt adta elő. Fellépése nagy port kavart, miután Gaga meztelenre vetkőzött a színpadon. Október 27-én a brit The X-Factor színpadán előadta a Venus és a Do What U Want dalokat. A fellépés miatt az ITV-hez és az iparági szabályozó hatósághoz, az Ofcomhoz számos panasz érkezett, amelyeket azonban a vállalat elutasított. A következő héten az énekesnő visszatért az Egyesült Államokba, majd Dope című dalával fellépett a YouTube Music Awardson. Később további fellépései voltak a The Howard Stern Showban, a Saturday Night Live-ban, és az American Music Awardson.
Az Artpop megjelenése előtti éjszakán Gaga az ArtRave elnevezésű rendezvény házigazdája volt. A rendezvényre a New York-i Brooklyn Navy Yard egyik nagy raktárában került sor, sajtótájékoztatóval és élő előadással egybekötve. A sajtótájékoztatón Gaga bemutatta „a világ első repülő ruháját”, illetve az egyéb projekteket, amin az énekesnő közösen dolgozott a Haus of Gagával, Inez van Lamsweerde és Vinoodh Matadin holland fényképész párossal, Robert Wilson avantgárd színházi rendezővel, Marina Abramović előadóművésszel és Jeff Koons alkotóművésszel. Gaga az Artpop kilenc dalából álló koncertet adott, amelyet a Vevo élőben közvetített, majd később a weboldal szindikációs partnerein keresztül újra sugárzott. Pozitív kritikákat kapott a kritikusoktól, akik megdicsérték Gaga teljesítményét és lelkesedését.

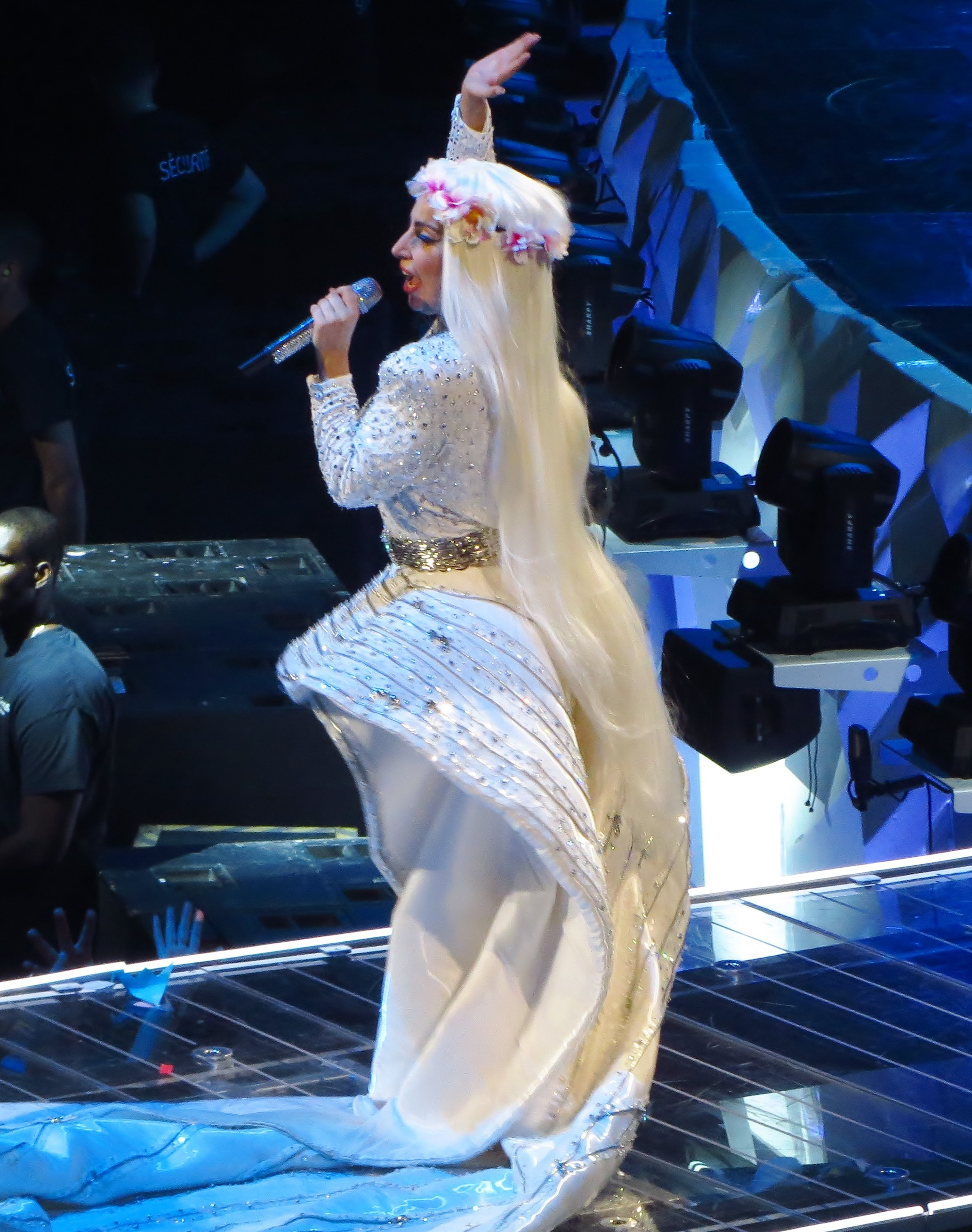
Gaga a Gypsy előadása közben az ArtRave: The Artpop Ball elnevezésű turnéján

November 28-án az ABC csatornán adásba került az énekesnő második hálaadási műsora, a Lady Gaga and the Muppets Holiday Spectacular, amelyben előadta az Artpop dalt Elton Johnnal, a Fashion!-t RuPaullal, valamint a Gypsy-t Kermit békával. A műsor vegyes fogadtatásban részesült, néhány kritikus dicsérte Gagát, míg mások erősen kritizálták őt, amiért az ünnepi különkiadást pusztán az album promóciós eszközeként használta fel. A fellépések decemberben Alan Carr brit talkshowjában való szerepléssel folytatódtak, majd koncertet adott a Jingle Bell Ball keretein belül, illetve fellépett a The Voice ötödik évadának fináléjában. 2014. február 18-án Gaga a The Tonight Show Starring Jimmy Fallon című műsorában adta elő a címadó számot, majd március 13-án fellépett az SXSW fesztiválon, ahol több dalt is előadott az albumról. A Swine című dalának előadása nagy médiavisszhangot váltott ki, miután Billie Brown előadóművész a nemi erőszak metaforájaként különböző színekben többször is lehányta az énekesnőt.

### Rezidencia és turné
2014. március 28. és április 7. között a híres New York-i Roseland Ballroomban Gaga adta az utolsó koncerteket az épület bezárása előtt. Lady Gaga Live at Roseland Ballroom címmel meghirdetett rezidenciája eredetileg négy koncertet tartalmazott, majd a nagy kereslet miatt később három további dátummal bővült. A helyszín tiszteletére a színpadot rózsákkal díszítették, és Gaga ruhatára is rózsa témájú volt. A rezidencia pozitív kritikákat kapott a zenei kritikusoktól, akik szerint ez jobban reprezentálta Gaga szórakoztatói képességeit, mint az Artpop korábbi kampányai. A koncertek telt házasak voltak, a jegyárak az áltagosnál magasabbak szinten mozogtak. A hét időpontra összesen 24 532 jegyet adtak el, ezáltal összesen 1,5 millió dolláros bevételt értek el.
2014. május 4-én Gaga útjának indította ArtRave: The Artpop Ball elnevezésű világ körüli turnéját az album népszerűsítése céljából. Összesen 79 koncertet adott világszerte, az utolsó, párizsi show-t élőben közvetítették. A show jelmeztervezői és koreográfusai arra törekedtek, hogy egyetlen, összefüggő show-t hozzanak létre, a világítótesteket pedig úgy tervezték és programozták, hogy „magával ragadó rave” élményt teremtsenek. A turné dicséretet kapott a szórakoztató értéke és Gaga énekesi képességei miatt, bár a dallistát kritizálták. A Billboard Boxscore-nak bejelentett 74 koncert során 920 088 eladott jegyből 83 millió dollár bevétel termelődött.

### Kislemezek

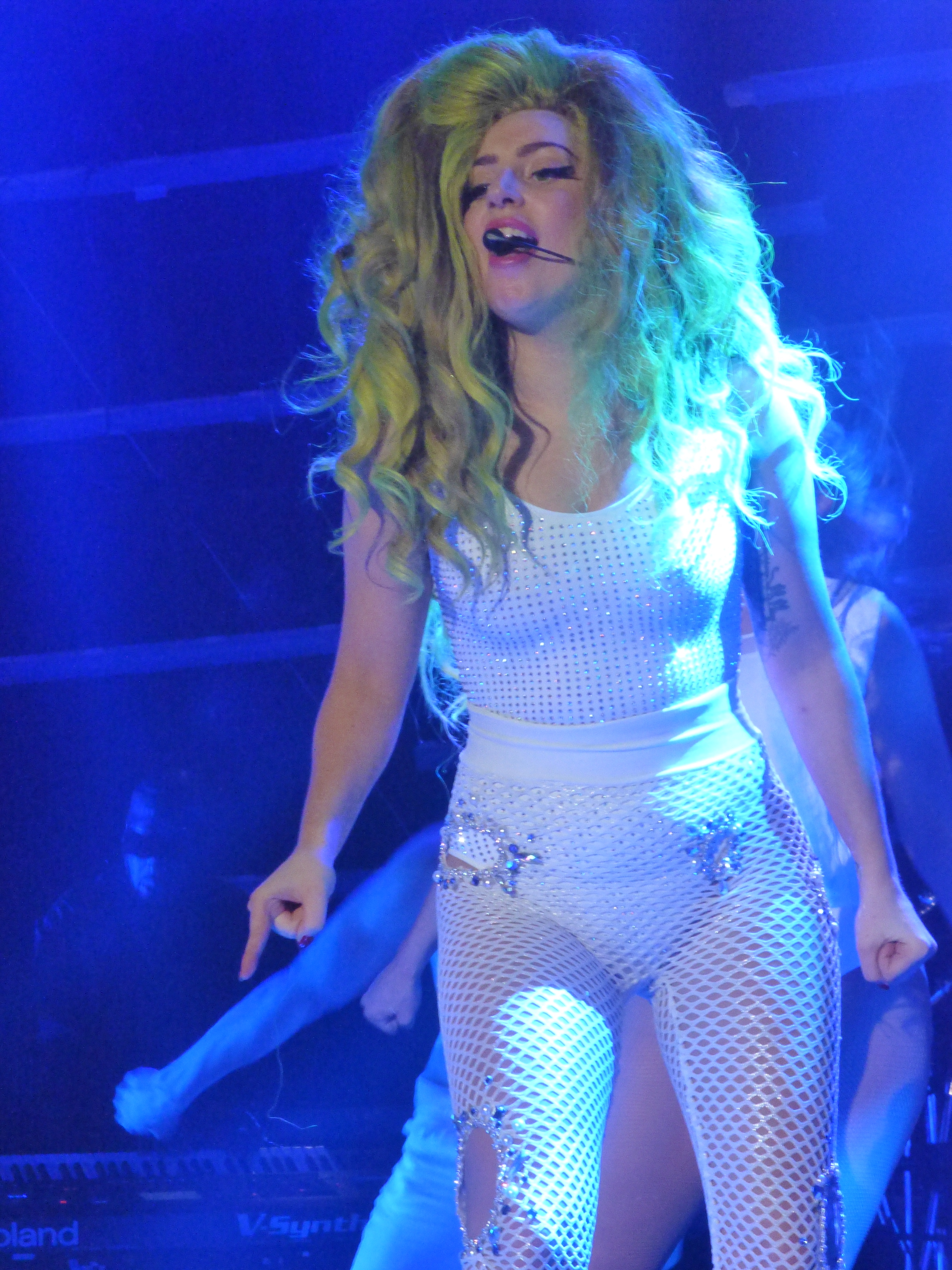
Gaga a G.U.Y. előadása közben a New York-i Roseland Ballroomban megrendezett rezidencia-koncertjén

Az album első kislemeze, az Applause a tervezettnél egy héttel korábban, 2013. augusztus 12-én jelent meg, hogy megakadályozzák a dal teljes kiszivárgását. A dal egy héttel később, augusztus 19-én került be az amerikai mainstream rádiók játszási listáira. Kedvező kritikákat kapott a zenei kritikusoktól, akik szerint ez egy „visszatérés Gaga klubbarát Fame-korszakához”. Számos országban a Top 10-ben szerepelt, az Egyesült Államokban a negyedik helyezést érte el. 2013. augusztus 19-én jelent meg a dalhoz készült videóklip, melyet elsőként a Good Morning America című reggeli showban mutattak be. A klipet Los Angelesben forgatták, rendezői Inez van Lamsweerde and Vinoodh Matadin voltak.
2013. szeptember 3-án Gaga szavazást indított a Twitteren, amelyben arra kérte a rajongókat, hogy segítsenek neki kiválasztani az Artpop második kislemezét, a Manicure, a Sexxx Dreams, az Aura és a Swine opciókat felsorolva. Gaga a következő hónapban hozta nyilvánosságra, hogy a Venus-t választották második kislemeznek, de a Do What U Want promóciós kislemez népszerűsége miatt inkább utóbbit jelentetik meg hivatalos kislemezként. Általában pozitív visszajelzéseket kapott a kritikusoktól, akik megdicsérték a refrént és potenciális rádiós slágernek találták. A dal néhány országban, köztük az Egyesült Királyságban, Olaszországban és Dél-Koreában a Top 10-ben, más országokban, köztük Németországban, Svédországban és az Egyesült Államokban pedig a Top 20-ban szerepelt. 2014. január 1-jén megjelent a Do What U Want alternatív stúdióverziója, amelyben Kelly eredeti énekét Christina Aguilera által énekelt új verzék helyettesítik. Az album kiadását megelőzően két promóciós kislemezt tett elérhetővé: 2013. október 28-án a Venus, míg november 4-én a Dope jelent meg. Utóbbi a Billboard Hot 100-as listán és néhány európai országban a Top 10-be jutott, és ez lett Gaga eddigi legeredményesebb slágerlistás promóciós kislemeze.
Az album harmadik és egyben utolsó kislemeze, a G.U.Y. 2014. március 28-án jelent meg, az énekesnő születésnapján. 2014. április 8-án került fel a mainstream rádiós játszási listákra. A zenei kritikusok vegyes fogadtatásban részesítették; egyesek fülbemászónak és az Artpop egyik kiemelkedő számának találták, míg mások a produkciót és a szöveget kritizálták. A dal néhány ország lemezlistáján debütált, de a legtöbb országban nem került be a Top 10-be. A dalhoz készült videóklipet a Hearst-kastélyban forgatták és az album több dala, az ARTPOP, a Venus és a MANiCURE is szerepelnek benne, így alkotva egy 11 perces kisfilmet.

## A kritikusok értékelései
Az Artpop általában vegyes fogadtatásban részesült a zenekritikusoktól. A Metacritic oldalon 30 kritikus véleménye alapján 61 pontot kapott a maximális 100-ból. Adam Markovitz az Entertainment Weekly-től úgy nyilatkozott, hogy az album számos dala „élvezetes, de elcsépelt”, továbbá dicsérte az album kivitelezését és a számok „dallamos vonalvezetését”. Megjegyezte azonban, hogy az Artpop nem tudott általános benyomást kelteni. Jerry Shriver az USA Today számára írva úgy vélekedett, hogy a lemez nem volt „következetesen szórakoztató”, bár elismerte, hogy az albumot leginkább Gaga rajongóinak szánták, nem pedig az általános hallgatóknak. Sal Cinquemani, a Slant Magazine munkatársa kedvező kritikát írt, dicsérve a hangzást és a felépítést, míg Jason Lipshutz a Billboardtól elismerően nyilatkozott Gaga azon törekvéséről, hogy „teljesen biztos, hogy mesterségének minden egyes centimétere fejlődik és megújul”. A The Daily Beast egyik szerkesztője pozitív kritikájában kijelentette, hogy „voltak rajta olyan, várhatóan zseniális pillanatok, amelyek méltóak a Grammy-díjra”.
Robert Copsey a Digital Spy-tól úgy érezte, hogy több dal „félig késznek” tűnt, bár azt sugallta, hogy az albumon több jó dal van, mint rossz. Helen Brown a The Daily Telegraph című lapban kritizálta Gaga döntését, hogy „a saját sztársága köré tematizált” újabb albumot készített (a The Fame és a The Fame Monster után), és megjegyezte, hogy bár Gaga különböző zenei műfajokat közelített meg, „nem csinál velük semmi vadul eredetit, de jól szórakozik”. Brown azonban annyival dicsérte az albumot, hogy „jó rá táncolni”. Alexis Petridis a The Guardiantól úgy vélte, hogy az Artpopon „van némi tisztességes pop”, de úgy vélte, hogy a művészetet „nehezebb megkülönböztetni”. Andy Gill, a The Independent munkatársa így kommentálta: „Nehéz nem lehengerlőnek érezni az Artpopot”, míg Caryn Ganz a Rolling Stone-tól „egy bizarr, zúzós diszkóalbumnak” és „szexuális, de nem szexi” albumnak nevezte.
Egyes újságírók úgy érezték, hogy a kritikusok negatívabb véleménye Gaga korábbi munkáihoz képest igazságtalan volt, és abból fakadt, hogy Gagára és nem az albumra koncentráltak. Nick Messitte a Forbes-tól kritizálta a zenekritikusokat, elítélve, hogy kritikáik „összefüggéstelenek”, és a „művészre koncentrálnak a művészet helyett”, azzal vádolva őket, hogy „minden mást a zene előtt említenek”. Összegzésében úgy fogalmazott, hogy az Artpop „üdvözlendő eltérést nyújt a szabványos verze-refrén szerkezetektől”, és végső soron egy „merész” erőfeszítés. Ed Potton a The Times-tól egyetértett ezzel, kijelentve, hogy „csoda, hogy Lady Gaga harmadik stúdióalbumát a kések élezésének hangja fölött lehet hallani” az előző, Born This Way című albuma után, amelyhez képest szerinte az Artpop messze jobb mű. Robert Christgau a The Barnes & Noble Review számára írva azt állította, hogy a lemez „kritikai reakciója érthetetlen [volt]”, végül az Artpopot „2013 legalulértékeltebb albumának” nevezte.
Az Artpop számos év végi sikerlistán szerepelt a zenei kritikusok és kiadványok által. A Billboard a „2013 15 legjobb albuma” listáján a 14. helyre sorolta, mondván, hogy ez egy olyan énekes-dalszerző vallomása, aki több akar lenni, mint egy popművész, aki „nem vesztette el érzékét a másvilági fülbemászó dallamok megalkotásához”. A Digital Spy a 21. helyen vette fel az Artpopot „2013 30 legjobb albuma” listájára. A Popjustice a hatodik helyre sorolta az albumot a „2013 legjobb 33 albuma” listáján, azt állítva, hogy „elképesztő”, míg az Entertainmentwise az év tíz legjobb albumának rangsorolatlan körképébe vette fel, „eredetinek és innovatívnak” nevezve az albumot. Christgau az Artpopot 2013 hatodik legjobb albumának nevezte év végi listáján, a The Barnes & Noble Review-hoz írt kísérő esszéjében pedig azt írta, hogy „mivel a fiatalokkal ellentétben engem sosem bombáznak orvosilag nem tanácsos hangerőn EDM-szintik, számomra ez nem csak az év rock albuma volt, de frissen is szólt. Tényleg, kinek van szüksége gitárokra?”

## Kereskedelmi teljesítmény
Az Artpop az első helyen debütált az amerikai Billboard 200 albumlistán 258 000 eladott példánnyal az első héten, ezzel Gaga zsinórban megszerezte második listavezető pozícióját a listán. Az album a 2013-as év negyedik legjobban debütáló lemeze volt női előadótól Beyoncé önmagáról elnevezett albuma, Katy Perry Prism című albuma és Miley Cyrus Bangerz című albuma után. A következő héten az albumeladások mintegy 82%-kal estek vissza, így a lemez visszacsúszott a nyolcadik helyre 46 000 eladott példánnyal, ezzel Gagának már két nagylemeze is helyet kapott a Nielsen SoundScan által vezetett listán, melyen a legnagyobb mértékű csökkenést követik az albumeladásokban. Megjelenése utáni harmadik héten a Fekete péntek alkalmából a lemezt kedvezményes áron lehetett megvásárolni olyan áruházakban, mint az Amazon MP3, a Walmart, és a Target, így 116 000 eladott példány után egy pozíciót javítva, az Artpop a hetedik helyet szerezte meg a Billboard listáján. 2018 februárjáig az album 775 000 példányban kelt el az Egyesült Államokban, illetve az Amerikai Hanglemezgyártók Szövetsége (RIAA) platina minősítését is megszerezte, miután a streamelések figyelembevételével a lemez átlépte az egymilliós eladási határt. Gaga 2017-es Super Bowl félidei fellépését követően az Artpop a 174. helyen került vissza a Billboard 200-ra 5000 eladott példánnyal.
Kanadában a lemez a harmadik helyen nyitott 25 000 eladott példánnyal az első héten, valamint rögtön meg is szerezte a platina minősítést, miután összesen 80 000 példányt szállítottak az országba. Megjelenésének napján Japánban az Oricon megerősítette, hogy az album 18 109 fizikai példányban kelt el, amivel a második helyet szerezte meg 5000 kópiával lemaradva Jin Akanishi mögött. Később az Artpop végül az első helyen nyitott az Oricon albumlistáján 58 493 eladott példánnyal.
Az Egyesült Királyságban szintén az első helyen nyitott az album 65 608 példánnyal, ezzel Gaga a zenetörténelem harmadik előadójává vált, akinek első három stúdióalbuma mind listavezető volt a listán. Második hetére a lemez a kilencedik helyre csúszott vissza 15 948 eladott példány után. Az Artpop arany minősítéssel rendelkezik az országban. Ausztráliában az ARIA albumlistáján a második helyen debütált a lemez 15 685 eladott példánnyal Eminem The Marshall Mathers LP 2 című stúdióalbuma mögött. Franciaországban a lemez 65 000 példányban kelt el.
2013-ban az International Federation of the Phonographic Industry (IFPI) nemzetközi szervezet szerint az Artpop világszerte 2,3 millió példányban kelt el, amivel az év kilencedik legkelendőbb albuma volt. 2014 júliusáig ez az érték 2,5 millióra nőtt. Az album kereskedelmi teljesítménye számos kiadvány és kritikus szerint nem hozta az elvárt eladási számokat. Az Artpop állítólagos alulteljesítéséről szóló hírek miatt Gaga nyilvánosan visszautasította azon vádakat, miszerint kiadója 25 millió dollárt vesztett az énekesnő albuma miatt.

## Tervezett folytatás
2012 októberében Gaga az Artpopot „egy kicsit modernebbnek” tartotta, és megemlítette annak lehetőségét, hogy a projektet kétlemezes kiadásra bontja; az első a „kereskedelmi dalokat” tartalmazná, míg a második a „kísérleti anyagokat”. 2013 októberében Gaga azt írta, hogy „sok dala van a második felvonásra (Act 2)”. A következő hónapban ismét említést tett egy „Act 2”-ről, megjegyezve, hogy az még a turnéja előtt megjelenhet, mivel „jó lenne mindkét részt játszani a turnén”, és elvetette korábbi elképzeléseit az album két részre osztásáról, mert „ez a lemez születése idején volt, és még nem is voltam teljesen biztos benne, hogy mit jelent az Artpop”. Az SXSW-n adott interjújában Gaga megerősítette, hogy az Artpop potenciálisan több mint két felvonásból állhat, és azt is elmondta, hogy az Artpop második felvonása már elkészült, de még nem áll készen a kiadásra. 2014 áprilisában Gaga kijelentette, hogy „nagy a valószínűsége” annak, hogy megjelentet egy újabb Artpop-kiadást; ez a terv azonban sosem valósult meg.
2021 áprilisában, miután DJ White Shadow egy áprilisi tréfát posztolt az Artpop kiadatlan Tea című dalának a megjelenéséről, a rajongók petíciót indítottak, hogy Gaga adja ki az album második felvonását. A kezdeményezés sikere után azt javasolta, hogy a petíciót érje el a 10 000 aláírást, és aztán elküldi az énekesnőnek. Miután alig több mint egy nap alatt több mint 20 000 aláírást kapott, White Shadow az Instagramján posztolt, amelyben arról beszélt, hogy milyen tapasztalatokat szerzett a korszak alatt, és hogy megosztotta ezt Gagával, azt állítva, hogy „neki is vannak érzései (mint minden más normális embernek), és ez a 'korszak' neki is nehéz időszak volt. Biztos vagyok benne, hogy nem lesz gondja azzal, hogy egy nap visszatérjen rá, és megbirkózzon vele, amikor eljön az ideje.” Hozzátette: „folytassátok, hogy eljuttassátok az üzeneteteket a felelősökhöz. Megvan a hatalmatok, ne adjátok fel”. Gaga a Twitteren reagált a rajongói kampányra, mondván, hogy az album létrehozása „olyan volt, mint egy szívműtét”, és egy olyan időszakban készült, amikor kétségbeesést és fájdalmat egyaránt érzett, és háláját fejezte ki azért, hogy a rajongók ünnepeltek „valamit, ami egyszer pusztulásnak tűnt”.
Miután Gaga elismerte a kampányt és a #BuyARTPOPoniTunes trendet, a petíció elérte a 40 000 aláírást a change.org-on. 2021 áprilisában az Artpop világszerte elkezdett emelkedni az iTunes letöltési listáján, és 18 országban, köztük Franciaországban és Olaszországban az első, az Egyesült Államokban a második, az Egyesült Királyságban pedig a harmadik helyig jutott.

## Az albumon szereplő dalok listája
| Standard kiadás | Standard kiadás                                              | Standard kiadás                                                                         | Standard kiadás                   | Standard kiadás | Standard kiadás | Standard kiadás | Standard kiadás | Standard kiadás | Standard kiadás |
|                 | Cím                                                          | Szerző(k)                                                                               | Producer(ek)                      | Hossz           |                 |                 |                 |                 |                 |
| --------------- | ------------------------------------------------------------ | --------------------------------------------------------------------------------------- | --------------------------------- | --------------- | --------------- | --------------- | --------------- | --------------- | --------------- |
| 1.              | Aura                                                         | Lady Gaga, Anton Zaslavski, Amit Duvdevani, Erez Eisen                                  | Gaga, Zedd, Infected Mushroom     | 3:55            |                 |                 |                 |                 |                 |
| 2.              | Venus                                                        | Lady Gaga, Paul "DJ White Shadow" Blair, Hugo Leclercq, Dino Zisis, Nick Monson, Sun Ra | Gaga                              | 3:53            |                 |                 |                 |                 |                 |
| 3.              | G.U.Y.                                                       | Lady Gaga, Zaslavski                                                                    | Gaga, Zedd                        | 3:52            |                 |                 |                 |                 |                 |
| 4.              | Sexxx Dreams                                                 | Lady Gaga, Blair, Martin Bresso, William Grigahcine                                     | Gaga, Blair                       | 3:34            |                 |                 |                 |                 |                 |
| 5.              | Jewels n' Drugs (T.I., Too Short és Twista közreműködésével) | Lady Gaga, Blair, Monson, Zisis, Too Short, Twista, Clifford Harris, Jr.                | Gaga, Blair, Monson[a], Zisis[a]  | 3:48            |                 |                 |                 |                 |                 |
| 6.              | Manicure                                                     | Lady Gaga, Blair, Zisis, Monson                                                         | Gaga, Blair, Monson[a], Zisis[a]  | 3:19            |                 |                 |                 |                 |                 |
| 7.              | Do What U Want (R. Kelly közreműködésével)                   | Lady Gaga, Blair, Bresso, Grigahcine, Kelly                                             | Gaga, Blair                       | 3:47            |                 |                 |                 |                 |                 |
| 8.              | Artpop                                                       | Lady Gaga, Blair, Zisis, Monson                                                         | Gaga, Blair, Monson[a], Zisis[a]  | 4:07            |                 |                 |                 |                 |                 |
| 9.              | Swine                                                        | Lady Gaga, Blair, Zisis, Monson                                                         | Gaga, Blair, Monson[a], Zisis[a]  | 4:28            |                 |                 |                 |                 |                 |
| 10.             | Donatella                                                    | Lady Gaga, Zaslavski                                                                    | Gaga, Zedd                        | 4:24            |                 |                 |                 |                 |                 |
| 11.             | Fashion!                                                     | Lady Gaga, Giorgio Tuinfort, William Adams, David Guetta, Blair                         | Gaga, Tuinfort, will.i.am, Guetta | 3:59            |                 |                 |                 |                 |                 |
| 12.             | Mary Jane Holland                                            | Lady Gaga, Leclercq                                                                     | Gaga, Madeon                      | 4:37            |                 |                 |                 |                 |                 |
| 13.             | Dope                                                         | Lady Gaga, Blair, Monson, Zisis                                                         | Gaga, Rick Rubin                  | 3:41            |                 |                 |                 |                 |                 |
| 14.             | Gypsy                                                        | Lady Gaga, RedOne, Leclercq. Blair                                                      | Gaga, Madeon                      | 4:08            |                 |                 |                 |                 |                 |
| 15.             | Applause                                                     | Lady Gaga, Blair, Zisis, Monson, Bresso, Nicolas Mercier, Julien Arias, Grigahcine      | Gaga, Blair, Monson[a], Zisis[a]  | 3:32            |                 |                 |                 |                 |                 |
| 59:04           |                                                              |                                                                                         |                                   |                 |                 |                 |                 |                 |                 |

| Walmart bónusz számok | Walmart bónusz számok                        | Walmart bónusz számok | Walmart bónusz számok | Walmart bónusz számok | Walmart bónusz számok | Walmart bónusz számok | Walmart bónusz számok | Walmart bónusz számok | Walmart bónusz számok |
|                       | Cím                                          | Hossz                 |                       |                       |                       |                       |                       |                       |                       |
| --------------------- | -------------------------------------------- | --------------------- | --------------------- | --------------------- | --------------------- | --------------------- | --------------------- | --------------------- | --------------------- |
| 16.                   | Applause (DJ White Shadow Electrotech Remix) | 5:49                  |                       |                       |                       |                       |                       |                       |                       |
| 17.                   | Applause (Viceroy Remix)                     | 4:27                  |                       |                       |                       |                       |                       |                       |                       |
| 69:20                 |                                              |                       |                       |                       |                       |                       |                       |                       |                       |

| Japán CD kiadás bónusz számok | Japán CD kiadás bónusz számok                | Japán CD kiadás bónusz számok | Japán CD kiadás bónusz számok | Japán CD kiadás bónusz számok | Japán CD kiadás bónusz számok | Japán CD kiadás bónusz számok | Japán CD kiadás bónusz számok | Japán CD kiadás bónusz számok | Japán CD kiadás bónusz számok |
|                               | Cím                                          | Hossz                         |                               |                               |                               |                               |                               |                               |                               |
| ----------------------------- | -------------------------------------------- | ----------------------------- | ----------------------------- | ----------------------------- | ----------------------------- | ----------------------------- | ----------------------------- | ----------------------------- | ----------------------------- |
| 16.                           | Applause (DJ White Shadow Electrotech Remix) | 5:49                          |                               |                               |                               |                               |                               |                               |                               |
| 17.                           | Applause (Viceroy Remix)                     | 4:27                          |                               |                               |                               |                               |                               |                               |                               |
| 18.                           | Applause (Empire of the Sun Remix)           | 4:08                          |                               |                               |                               |                               |                               |                               |                               |
| 73:28                         |                                              |                               |                               |                               |                               |                               |                               |                               |                               |

| Japán iTunes Store bónusz szám | Japán iTunes Store bónusz szám     | Japán iTunes Store bónusz szám | Japán iTunes Store bónusz szám | Japán iTunes Store bónusz szám | Japán iTunes Store bónusz szám | Japán iTunes Store bónusz szám | Japán iTunes Store bónusz szám | Japán iTunes Store bónusz szám | Japán iTunes Store bónusz szám |
|                                | Cím                                | Hossz                          |                                |                                |                                |                                |                                |                                |                                |
| ------------------------------ | ---------------------------------- | ------------------------------ | ------------------------------ | ------------------------------ | ------------------------------ | ------------------------------ | ------------------------------ | ------------------------------ | ------------------------------ |
| 16.                            | Applause (Empire of the Sun Remix) | 4:08                           |                                |                                |                                |                                |                                |                                |                                |
| 63:11                          |                                    |                                |                                |                                |                                |                                |                                |                                |                                |

| Deluxe kiadás bónusz DVD | Deluxe kiadás bónusz DVD                         | Deluxe kiadás bónusz DVD | Deluxe kiadás bónusz DVD | Deluxe kiadás bónusz DVD | Deluxe kiadás bónusz DVD | Deluxe kiadás bónusz DVD | Deluxe kiadás bónusz DVD | Deluxe kiadás bónusz DVD | Deluxe kiadás bónusz DVD |
|                          | Cím                                              | Hossz                    |                          |                          |                          |                          |                          |                          |                          |
| ------------------------ | ------------------------------------------------ | ------------------------ | ------------------------ | ------------------------ | ------------------------ | ------------------------ | ------------------------ | ------------------------ | ------------------------ |
| 1.                       | Aura (Élő, iTunes fesztivál 2013)                | 7:36                     |                          |                          |                          |                          |                          |                          |                          |
| 2.                       | Manicure (Élő, iTunes fesztivál 2013)            | 7:58                     |                          |                          |                          |                          |                          |                          |                          |
| 3.                       | Artpop (Élő, iTunes fesztivál 2013)              | 8:37                     |                          |                          |                          |                          |                          |                          |                          |
| 4.                       | Jewels & Drugs (Élő, iTunes fesztivál 2013)      | 9:50                     |                          |                          |                          |                          |                          |                          |                          |
| 5.                       | Sex Dreams (Élő, iTunes fesztivál 2013)          | 10:35                    |                          |                          |                          |                          |                          |                          |                          |
| 6.                       | Swine (Élő, iTunes fesztivál 2013)               | 9:12                     |                          |                          |                          |                          |                          |                          |                          |
| 7.                       | I Wanna Be With You (Élő, iTunes fesztivál 2013) | 12:10                    |                          |                          |                          |                          |                          |                          |                          |
| 8.                       | Applause (Élő, iTunes fesztivál 2013)            | 5:19                     |                          |                          |                          |                          |                          |                          |                          |
| 60:26                    |                                                  |                          |                          |                          |                          |                          |                          |                          |                          |

| Japán deluxe kiadás bónusz DVD | Japán deluxe kiadás bónusz DVD | Japán deluxe kiadás bónusz DVD | Japán deluxe kiadás bónusz DVD | Japán deluxe kiadás bónusz DVD | Japán deluxe kiadás bónusz DVD | Japán deluxe kiadás bónusz DVD | Japán deluxe kiadás bónusz DVD | Japán deluxe kiadás bónusz DVD | Japán deluxe kiadás bónusz DVD |
|                                | Cím                            | Hossz                          |                                |                                |                                |                                |                                |                                |                                |
| ------------------------------ | ------------------------------ | ------------------------------ | ------------------------------ | ------------------------------ | ------------------------------ | ------------------------------ | ------------------------------ | ------------------------------ | ------------------------------ |
| 9.                             | Videó interjú (Eredeti japán)  | 12:49                          |                                |                                |                                |                                |                                |                                |                                |
| 73:15                          |                                |                                |                                |                                |                                |                                |                                |                                |                                |

Megjegyzések
- [a]: társproducer
- A Venus felhasznál egy részletet a Sun Ra által szerzett Rocket Number Nine-ból, és a Zombie Zombie Rocket n°9 című dalából.
- A Sexxx Dreams címe X Dreams az album cenzúrázott változatán.[256]
- 2019. január 10-én az R. Kelly közreműködésével készült Do What U Want-ot minden digitális platformról (YouTube, Spotify, Apple Music, iTunes)  eltávolították az énekest ért szexuális zaklatási vádak miatt.[257] 2019 novemberétől az új CD és bakelit kiadásokról is lekerült a dal.[258]

## Közreműködők
A közreműködők listája az Artpop albumon található CD füzetkében található.

### Vokál és hangszerelés
| - Lady Gaga – producer, vokálok (összes dal); basszus (2); gitár (4, 8, 14); szintetizátorok (7); háttérvokál (8, 9, 14); zongora (8, 13, 14); executive producer - Doug Aldrich – gitár (6) - Sean C. Erick – kürt (6) - Natalie Ganther – háttérvokál (5, 8, 9, 14) - Nicole Ganther – háttérvokál (5, 8, 9, 14) - Lyon Gray – háttérvokál (5, 8, 9, 14) - R. Kelly – vokál (7) - Jason Lader – digitális vágás, billentyűsök, felvétel (13) - Hugo Leclercq – hangszerelés, társproducer, szintetizátor (2); dobprogramozás (12); hangkeverés, producer (12, 14) | - Donnie Lyle – basszusgitár (4); R. Kelly zenei rendezője (7) - Adam MacDougall – billentyűsök (13) - Nick Monson – kiegészítő produkció (2, 4); basszus, szintetizátor (2); társproducer (5, 6, 8, 9, 15); gitár (8) - Rick Pearl – kiegészítő programozás (4, 6, 8, 9, 15); programozás (5) - Pierre-Luc Rioux – gitár (11) - Leon H. Silva – kürt (6) - Tim Stewart – gitár (2, 4, 6, 7, 14) - T.I. – rap (5) | - Ricky Tillo – gitár (12) - Joanne Tominaga – hangszerelés, műszerezés - Too Short – rap (5) - Giorgio Tuinfort – műszerezés, zongora, producer, programozás, felvétel (11) - Twista – rap (5) - Bijon S. Watson – kürt (6) - will.i.am – műszerezés, producer, programozás, hangfelvétel (11) - Kevin Williams – kürt (6) |

### Produkció és felvételek
| - Gretchen Anderson – producer - George Atkins – felvétel (11) - Sam Biggs – hangfelvétel asszisztens (11) - Paul "DJ White Shadow" Blair – producer (4–9, 15); társexecutive producer - Delbert Bowers – hangkeverő asszisztens (2, 5, 12–14) - Elliot Carter – kiegészítő felvétel (5) - Jon Castelli – hangmérnök (9) - Dave "Squirrel" Covell – hangfelvétel asszisztens (13) - Daddy's Groove – hangkeverés (11) - Lisa Einhorn-Gilder – produkciós koordinátor - Steve Faye – hangfelvétel asszisztens (13, 14) - Chris Galland – hangkeverő asszisztens (2, 5, 12–14) - Abel Garibaldi – felvétel (R. Kelly vokálok) (7) - Gene Grimaldi – mastering - David Guetta – producer (11) | - Vincent Herbert – A&R, executive producer - Justin Hergett – hangmérnök asszisztens (9) - Ryan Hewitt – felvétel (13) - Ghazi Hourani – kiegészítő felvétel (2, 4, 7, 14); hangkeverő asszisztens (4, 6, 7, 15); hangfelvétel asszisztens (5) - Infected Mushroom – producer (1) - Eric Lynn – hangfelvétel asszisztens (13) - Bill Malina – kiegészítő felvétel (2, 6, 13, 14); kiegészítő hangkeverés (4, 6, 7, 15); gitár (4); felvétel (4, 5, 7, 14) - Manny Marroquin – hangkeverés (2, 5, 12–14) - Tony Maserati – hangkeverés (9) - Ian Mereness – felvétel (R. Kelly vokálok) (7) - Sean Oakley – felvétel (13) - Benjamin Rice – hangfelvétel asszisztens (1–10, 12, 14, 15); hangkeverő asszisztens (4, 6–8, 15); felvétel (4, 5, 8, 9, 12, 14); programozói asszisztens (9) | - Andrew Robertson – hangfelvétel asszisztens (4, 6, 12, 14, 15) - Rick Rubin – producer (13) - Dave Russell – felvétel (1–10, 12, 14, 15); hangkeverés (6–8, 15) - Andrew Scheps – kiegészítő hangkeverés (13) - Ryan Shanahan – hangkeverő asszisztens (1, 3, 10) - Zane Shoemake – hangfelvétel asszisztens (R. Kelly vokálok) (7) - Joshua Smith – hangfelvétel asszisztens (13) - Jesse Taub – hangkeverő asszisztens (1, 3, 10) - Austin Thomas – hangfelvétel asszisztens (4) - Daniel Zaidenstadt – hangfelvétel asszisztens (4, 5, 8, 9, 14); kiegészítő felvétel (5, 9) - Zedd – hangkeverés, producer (1, 3, 10) - Dino Zisis – kiegészítő hangkeverés (4, 7–9); kiegészítő produceri munka (4); társproducer (5, 6, 8, 9, 15) |

### Design
- Frederic Aspiras – fodrász
- Sonja Durham – tanítói hang (3); kreatív koordinálás
- Jeff Koons – albumborító, csomagolástervezés
- Brandon Maxwell – divattervező
- Julian Peploe – szövegrendezés
- Tara Savelo – smink

## Helyezések
| Lista (2013–2021)                             | Legjobb helyezés |
| --------------------------------------------- | ---------------- |
| Ausztrália (ARIA Top 50 Albums)               | 2                |
| Ausztrália Dance Albums (ARIA)                | 1                |
| Ausztria (Ö3 Austria Top 40)                  | 1                |
| Belgium (Ultratop Flandria)                   | 2                |
| Belgium (Ultratop Vallónia)                   | 2                |
| Csehország (ČNS IFPI Albums Top 100)          | 3                |
| Dánia (Hitlisten Album Top 40)                | 5                |
| Dél-afrika Köztársaság (RISA)                 | 19               |
| Dél-Korea (GAON Top 100 Album)                | 3                |
| Egyesült Királyság (UK Albums Chart)          | 1                |
| Egyesült Királyság (Scottish Albums)          | 1                |
| Finnország (Musiikkituottajat Albumit Top 50) | 3                |
| Franciaország (SNEP Album Top 100)            | 3                |
| Görögország (IFPI)                            | 4                |
| Hollandia (Dutch Charts Album Top 100)        | 4                |
| Horvátország (HDU)                            | 1                |
| Írország (IRMA)                               | 2                |
| Japán (Oricon)                                | 1                |
| Kanada (Billboard Canadian Albums Chart)      | 3                |
| Lengyelország (ZPAV Album Top 50)             | 8                |
| Magyarország (MAHASZ Top 40 albumlista)       | 17               |
| Mexikó (Top 100)                              | 1                |
| Németország (Offizielle Top 100)              | 3                |
| Norvégia (VG-lista Album Top 40)              | 4                |
| Olaszország (FIMI Album Top 20)               | 2                |
| Portugália (AFP Top 30 Albums)                | 4                |
| Spanyolország (PROMUSICAE Top 100 Álbumes)    | 3                |
| Svájc (Schweizer Hitparade Top 100 Albums)    | 2                |
| Svájc (Romandie)                              | 1                |
| Svédország (Sverigetopplistan Top 60 Albums)  | 6                |
| Szlovákia (ČNS IFPI)                          | 44               |
| Új-Zéland (Recorded Music NZ Top 40 Albums)   | 2                |
| USA Billboard 200                             | 1                |
| USA Top Dance/Electronic Albums (Billboard)   | 1                |

| Lista (2013)                   | Legjobb helyezés |
| ------------------------------ | ---------------- |
| Argentína Havi Albumok (CAPIF) | 8                |

| Lista (2013)                                            | Helyezés |
| ------------------------------------------------------- | -------- |
| Argentína (CAPIF) Standard edition                      | 66       |
| Argentína (CAPIF) Deluxe edition                        | 87       |
| Ausztrália (ARIA)                                       | 72       |
| Ausztrália Dance Albumok (ARIA)                         | 9        |
| Belgium (Ultratop Flanders)                             | 110      |
| Belgium (Ultratop Wallonia)                             | 88       |
| Brazília (ABPD)                                         | 16       |
| Dél-Korea Nemzetközi Albumok (Gaon)                     | 20       |
| Egyesült Királyság (OCC)                                | 52       |
| Egyesült Államok Billboard 200                          | 103      |
| Egyesült Államok Dance/Elektronikus Albumok (Billboard) | 2        |
| Japán (Oricon)                                          | 45       |
| Magyarország (MAHASZ)                                   | 57       |
| Mexikó (Top 100)                                        | 23       |
| Olaszország (FIMI)                                      | 50       |
| Svájc (Schweizer Hitparade)                             | 74       |
| Svédország (Sverigetopplistan)                          | 54       |
| Világszerte (IFPI)                                      | 9        |

| Lista (2014)                                            | Helyezés |
| ------------------------------------------------------- | -------- |
| Ausztrália Dance Albumok (ARIA)                         | 31       |
| Egyesült Államok Billboard 200                          | 34       |
| Egyesült Államok Dance/Elektronikus Albumok (Billboard) | 1        |
| Japán (Oricon)                                          | 33       |
| Kanada (Billboard)                                      | 23       |
| Kína (Sino Chart)                                       | 19       |
| Svédország (Sverigetopplistan)                          | 65       |

| Lista (2010–2019)                                       | Helyezés |
| ------------------------------------------------------- | -------- |
| Egyesült Államok Dance/Elektronikus Albumok (Billboard) | 31       |

## Minősítések és eladási adatok
| Ország (Szervezet)           | Minősítés    | Minősítési érték/ Eladás | Alapul        |
| ---------------------------- | ------------ | ------------------------ | ------------- |
| Argentína (CAPIF)            | Aranylemez   | 20 000+                  | Szállításokon |
| Ausztrália (ARIA)            | Aranylemez   | 35 000+                  |               |
| Ausztria (IFPI Austria)      | Aranylemez   | 7500+                    | Eladásokon    |
| Brazília (Pro-Música Brasil) | Platinalemez | 40 000+                  | Eladásokon    |
| Dél-Korea (KMCIA)            | Aranylemez   | 3856+                    |               |
| Egyesült Államok (RIAA)      | Platinalemez | 775 000+                 |               |
| Egyesült Királyság (BPI)     | Aranylemez   | 207 243+                 |               |
| Franciaország (SNEP)         | Platinalemez | 65 000+                  |               |
| Japán (RIAJ)                 | Platinalemez | 195 712+                 |               |
| Kanada (Music Canada)        | Platinalemez | 80 000+                  | Szállításokon |
| Kolumbia (ASINCOL)           | Aranylemez   |                          |               |
| Lengyelország (ZPAV)         | Aranylemez   | 10 000+                  | Eladásokon    |
| Magyarország (MAHASZ)        | Aranylemez   | 3000+                    | Szállításokon |
| Mexikó (AMPROFON)            | Platinalemez | 60 000+                  | Szállításokon |
| Olaszország (FIMI)           | Aranylemez   | 30 000+                  | Eladásokon    |
| Spanyolország (PROMUSICAE)   | Aranylemez   | 20 000+                  | Szállításokon |
| Svájc (IFPI Switzerland)     | Aranylemez   | 15 000+                  | Eladásokon    |
| Svédország (GLF)             | Aranylemez   | 20 000+                  | Szállításokon |
| Világszerte: 2 500 000+      |              |                          |               |

## Megjelenések
| Ország             | Dátum              | Formátum(ok)                 | Kiadó                 | Forr.                   |
| ------------------ | ------------------ | ---------------------------- | --------------------- | ----------------------- |
| Japán              | 2013. november 6.  | CD CD+DVD digitális letöltés | Universal Music       | [ 339 ] [ 340 ] [ 341 ] |
| Ausztrália         | 2013. november 8.  | CD CD+DVD digitális letöltés | Universal Music       | [ 122 ] [ 342 ] [ 343 ] |
| Franciaország      | 2013. november 8.  | Digitális letöltés           | Universal Music       | [ 344 ]                 |
| Németország        | 2013. november 8.  | CD CD+DVD digitális letöltés | Universal Music       | [ 345 ] [ 346 ] [ 347 ] |
| Olaszország        | 2013. november 8.  | Digitális letöltés           | Universal Music       | [ 348 ]                 |
| Egyesült Királyság | 2013. november 8.  | Digitális letöltés           | Polydor               | [ 349 ]                 |
| Franciaország      | 2013. november 11. | CD CD+DVD                    | Universal Music       | [ 350 ] [ 351 ]         |
| Egyesült Királyság | 2013. november 11. | CD CD+DVD                    | Polydor               | [ 352 ] [ 353 ]         |
| Egyesült Államok   | 2013. november 11. | CD digitális letöltés        | Streamline Interscope | [ 354 ] [ 355 ]         |
| Olaszország        | 2013. november 12. | CD CD+DVD                    | Universal Music       | [ 356 ] [ 357 ]         |
| Lengyelország      | 2013. november 12. | CD                           | Universal Music       | [ 358 ]                 |
| Kína               | 2014. január 21.   | CD                           | Universal Music       | [ 359 ]                 |
| Németország        | 2014. február 21.  | LP                           | Universal Music       | [ 360 ]                 |
| Ausztrália         | 2014. február 28.  | LP                           | Universal Music       | [ 361 ]                 |
| Franciaország      | 2014. március 3.   | LP                           | Universal Music       | [ 362 ]                 |
| Egyesült Királyság | 2014. március 3.   | LP                           | Polydor               | [ 363 ]                 |
| Egyesült Államok   | 2014. március 24.  | LP                           | Streamline Interscope | [ 364 ]                 |

## Fordítás
- Ez a szócikk részben vagy egészben  az   Artpop című angol Wikipédia-szócikk fordításán alapul.  Az eredeti cikk szerkesztőit annak laptörténete sorolja fel. Ez a jelzés csupán a megfogalmazás eredetét és a szerzői jogokat jelzi, nem szolgál a cikkben szereplő információk forrásmegjelöléseként.